# Dasyphora setitibia
Dasyphora setitibia är en tvåvingeart som beskrevs av Zimin 1951. Dasyphora setitibia ingår i släktet Dasyphora och familjen husflugor. Inga underarter finns listade i Catalogue of Life.